# Biserica Nașterea Maicii Domnului din Rădăuți

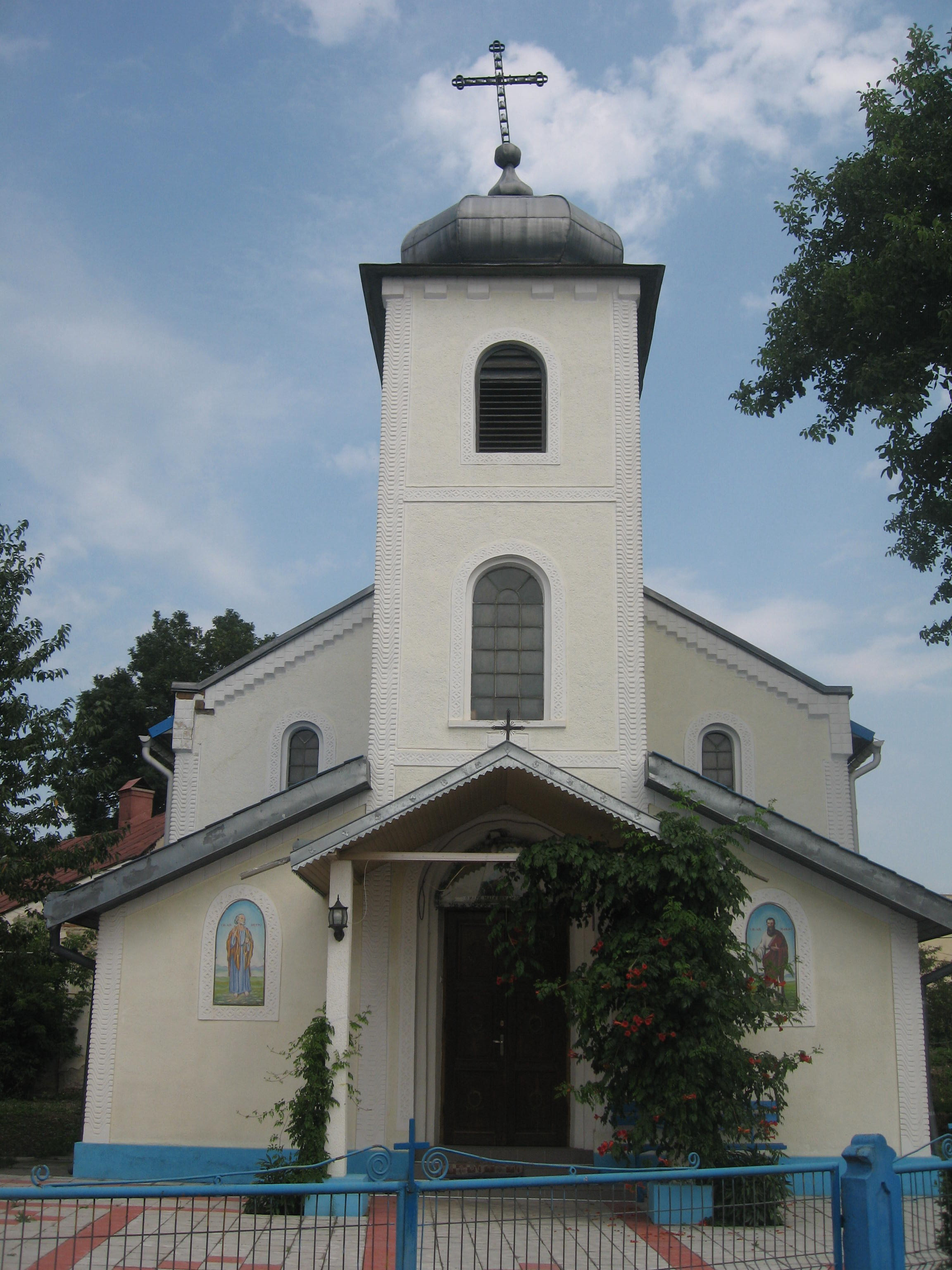
Biserica Naşterea Maicii Domnului din Rădăuţi

Biserica „Nașterea Maicii Domnului” din Rădăuți este un lăcaș de cult construit în anul 1935 pentru credincioșii greco-catolici ucraineni din orașul Rădăuți. Ea se află pe strada Crișan.

## Comunitatea greco-catolică ucraineană din Rădăuți
Primii greco-catolici ruteni s-au stabilit în sudul Bucovinei după anexarea părții de nord a Moldovei de către Imperiul Habsburgic (1775). Ei proveneau din Galiția și au fost aduși aici de autoritățile austriece pentru a coloniza noile teritorii ale imperiului. În anul 1780 Curtea Districtuală austriacă recomanda înființarea de parohii greco-catolice în orașele și satele Bucovinei. 
Începând din 1812, împăratul Francisc I al Austriei a aprobat înființarea de parohii greco-catolice la Siret (1812), Cernăuți (1813), Cacica (1814), iar mai târziu au fost înființate parohii și la Rădăuți (1833), Câmpulung Moldovenesc (1883) și în alte localități.  Până la construirea unei biserici proprii, credincioșii greco-catolici ruteni din Rădăuți au folosit biserica romano-catolică (construită în 1826) pentru ținerea slujbelor religioase. 
În anul 1900, conform datelor furnizate de recensământul populației, în orașul Rădăuți locuiau 14.403 persoane, dintre care 453 erau de religie greco-catolică (adică 3,14%). 
După Unirea Bucovinei cu România (1918), greco-catolicii ruteni s-au aflat pe teritoriul României. În anul 1922 a fost înființată o administratură apostolică cu sediul în orașul Siret (astăzi în județul Suceava), cu rol de a-și exercita jurisdicția asupra parohiilor greco-catolice rutene din Regatul României. În negocierile pentru încheierea Concordatului cu Vaticanul, Guvernul României a insistat asupra eliminării Administraturii apostolice a greco-catolicilor ruteni. În anul 1930, după încheierea Concordatului cu Vaticanul și ratificarea sa de către Parlament, Papa Pius al XI-lea a desființat administratura apostolică, dar a stabilit un vicariat greco-catolic rutean sub jurisdicția Eparhiei Române Unite a Maramureșului. 
În anul 1930, populația orașului Rădăuți era de 16.788 locuitori, dintre care 5.910 români (35,20%), 5.611 evrei (33,42%), 4.615 germani (27,48%), 238 ruteni, 184 polonezi, 109 ruși, 36 unguri, 17 cehi și slovaci, 10 țigani, 6 armeni, 5 bulgari, 3 turci, 1 grec, 42 de alte naționalități și 1 de etnie nedeclarată.  Din punct de vedere al religiei, populația era alcătuită din 5.923 ortodocși (35,28%), 5.647 mozaici (33,53%), 4.400 romano-catolici (26,20%), 472 evanghelici (luterani) (2,81%), 303 greco-catolici (1,80%), 15 reformați (calvini), 15 lipoveni, 3 armeano-gregorieni, 3 mahomedani, 3 adventiști, 2 armeno-catolici, 1 baptist și 1 fără religie (liber-cugetător).

## Biserica „Nașterea Maicii Domnului”
Biserica „Nașterea Maicii Domnului” din Rădăuți a fost construită în anul 1935 pe strada Crișan, la mică distanță de liniile de cale ferată care traversează orașul. Ctitorii lăcașului de cult sunt ucrainenii greco-catolici din Canada și SUA, precum și ucrainenii greco-catolici din Rădăuți.  Hramul lăcașului de cult este „Nașterea Maicii Domnului”, sărbătorit în fiecare an pe 8 septembrie. 
Lăcașul de cult a fost construit din cărămidă pe temelia fostei Case parohiale, astfel că are altarul îndreptat spre nord-est. În interiorul cu aspect gotic, sunt amplasate bănci și două altare laterale. Pereții interiori nu au pictură, dar se intenționează pictarea acestora.  În patrimoniul lăcașului de cult se află o carte de cult tipărită în 1746 la Liov. 
Desființarea Bisericii Române Unite cu Roma prin decretul nr. 358 din 1 decembrie 1948 a determinat și desființarea Vicariatului Ucrainean. Pentru credincioșii ucraineni trecuți la ortodoxie, a fost înființat un Vicariat cu sediul la Sighetu Marmației (județul Maramureș), care cuprindea parohii din Maramureș, Transilvania, Crișana și Banat. Vicariatul ortodox a fost desființat în anul 1952, fiind transformat în protopopiat ortodox ucrainean de coordonare. Ca urmare, biserica greco-catolică din Rădăuți a devenit în anul 1950 biserică ortodoxă. 
După Revoluția din decembrie 1989 a fost reînființat Vicariatul Greco-Catolic Ucrainean din România, iar fosta biserică ucraineană din Rădăuți, împreună cu preotul și credincioșii, a revenit la confesiunea greco-catolică.  După revenirea bisericii în administrarea comunității greco-catolice ucrainene, a fost numit ca paroh preotul Ioan Voloșciuc (născut la 4 octombrie 1950), absolvent al Institutului Teologic Greco-Catolic din Baia Mare. El predă și cursuri de religie greco-catolică la școlile din Rădăuți. 
În perioada 2000-2012, preotul Ioan Voloșciuc a îndeplinit funcția de vicar general al Vicariatului General Greco-Catolic Ucrainean din România, îngrijindu-se de cele 22 de parohii greco-catolice ucrainene din Bucovina, Maramureș și Banat. Sediul Vicariatului s-a aflat în clădirea casei parohiale, pe str. Crișan nr. 4. 
În seara zilei de 28 octombrie 2008, biserica greco-catolică ucraineană din Rădăuți a fost vizitată de către ambasadorul Ucrainei în România, Markian Kulyk, însoțit de o delegație din care au făcut parte și consulul general al Ucrainei la Suceava, Iuri Verbyțkyi, și președintele Uniunii Ucrainenilor din România - Ținutul Bucovina, Ioan Bodnar. Această vizită s-a înscris în programul ambasadorului de vizitare a comunităților ucrainene din județul Suceava. Delegația ucraineană a sosit chiar la sfârșitul vecerniei, iar ambasadorul a adresat un cuvânt de salut și s-a arătat interesat de viața comunității ucrainene.  Preotul Ioan Voloșciuc i-a prezentat ambasadorului pe enoriași, iar o fetiță de nouă ani, Cristiana Andronachi, a interpretat un cântec ucrainean. 
În anul 2008, Biserica greco-catolică ucraineană din Rădăuți avea sub oblăduire spirituală 110 familii de ucraineni.  Slujbele religioase sunt oficiate timp de o oră în limba română și o oră și jumătate în limba ucraineană. 
În perioada 30 iulie - 1 august 2012, Vasile Bizău, episcopul greco-catolic de Maramureș, a efectuat prima vizită canonică în calitate de episcop a bisericilor greco-catolice ucrainene din Bucovina. În cea de-a doua zi, el a celebrat Sfânta Liturghie în biserica din Rădăuți, apoi a vizitat parohiile Clit (păstorită tot de preotul Ioan Voloșciuc), Siret și Gropeni (păstorite de preotul Vitali Popovics).  

## Imagini

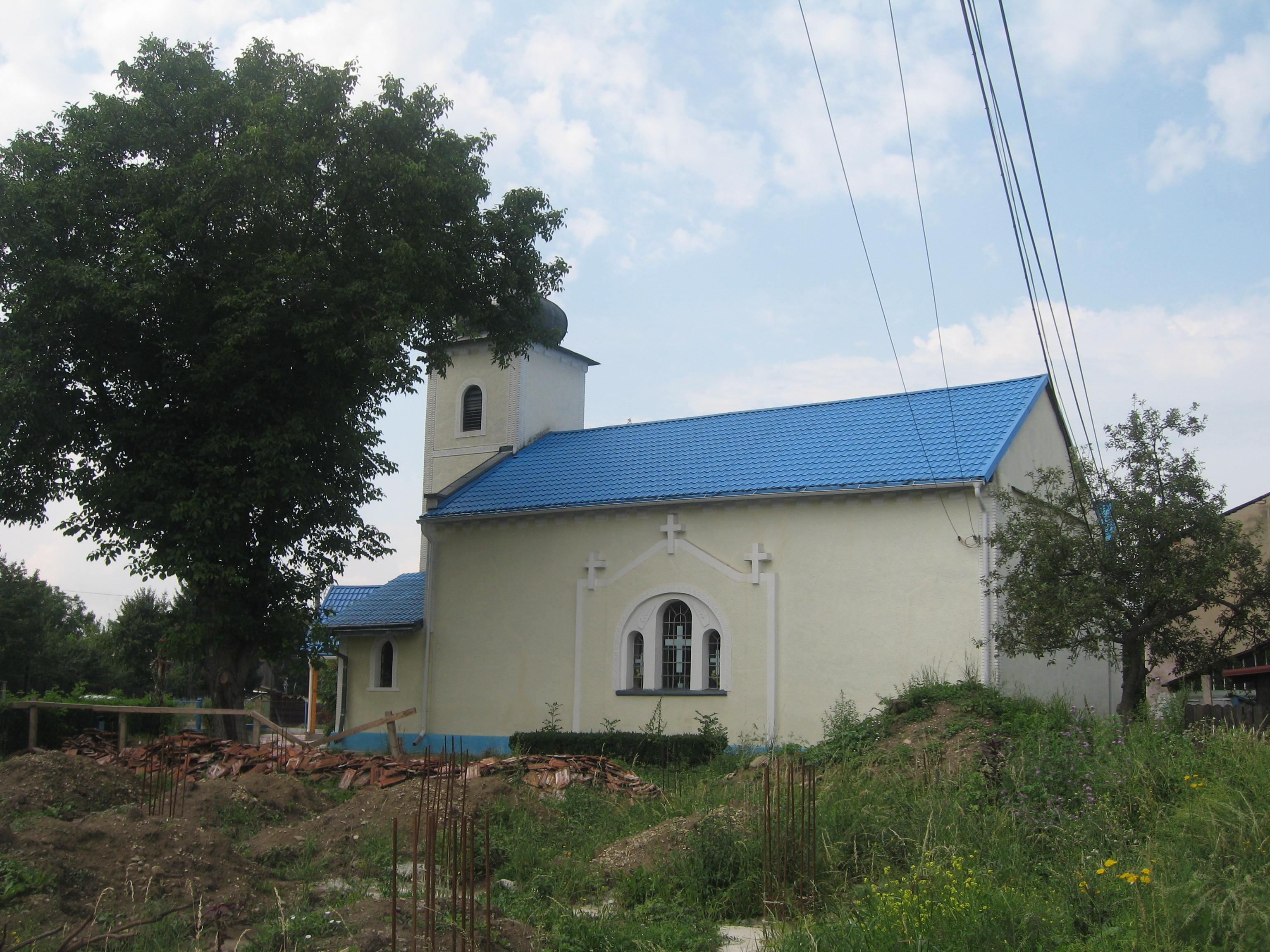
Biserica greco-catolică ucraineană din Rădăuți
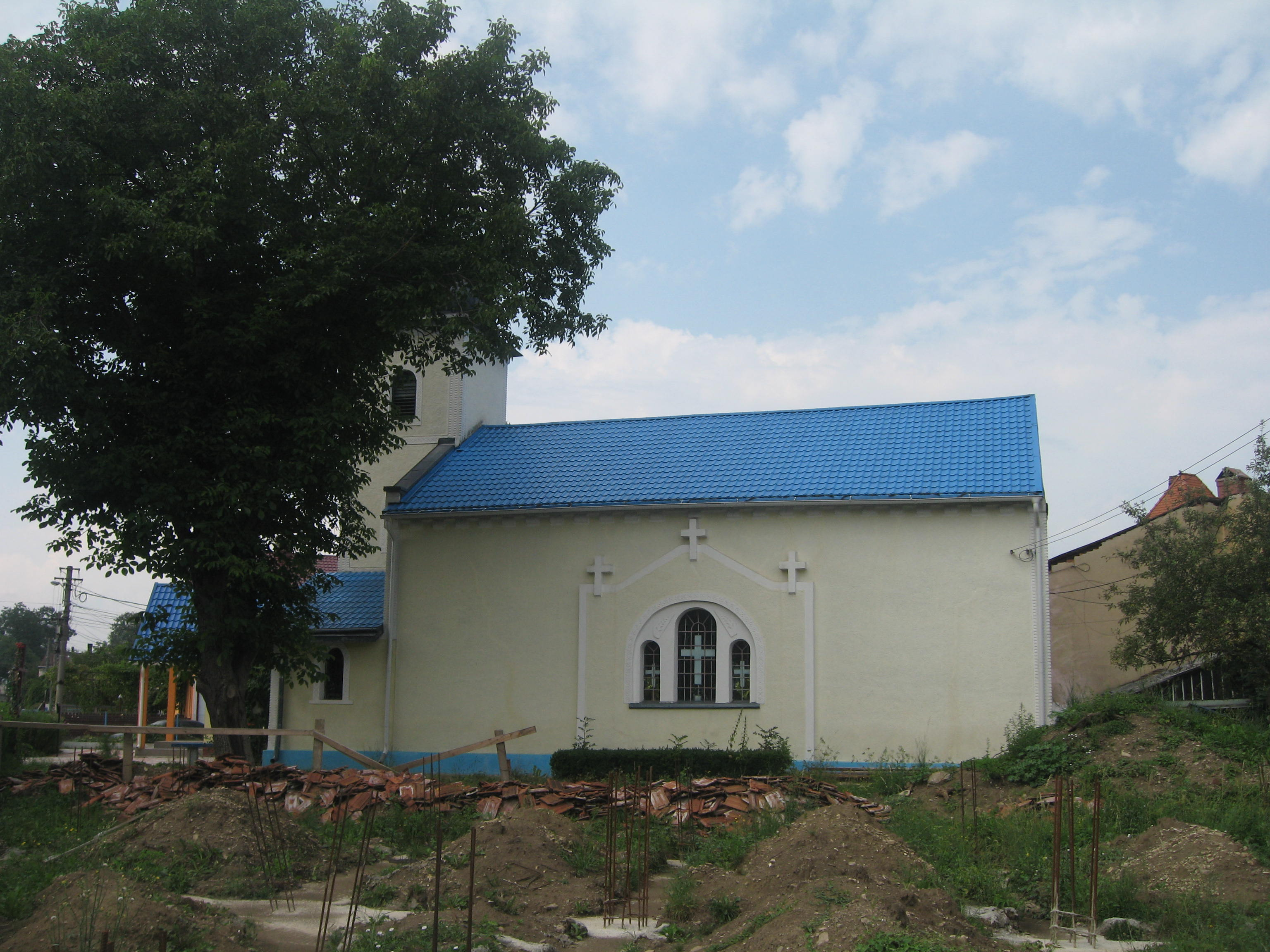
Biserica greco-catolică ucraineană din Rădăuți
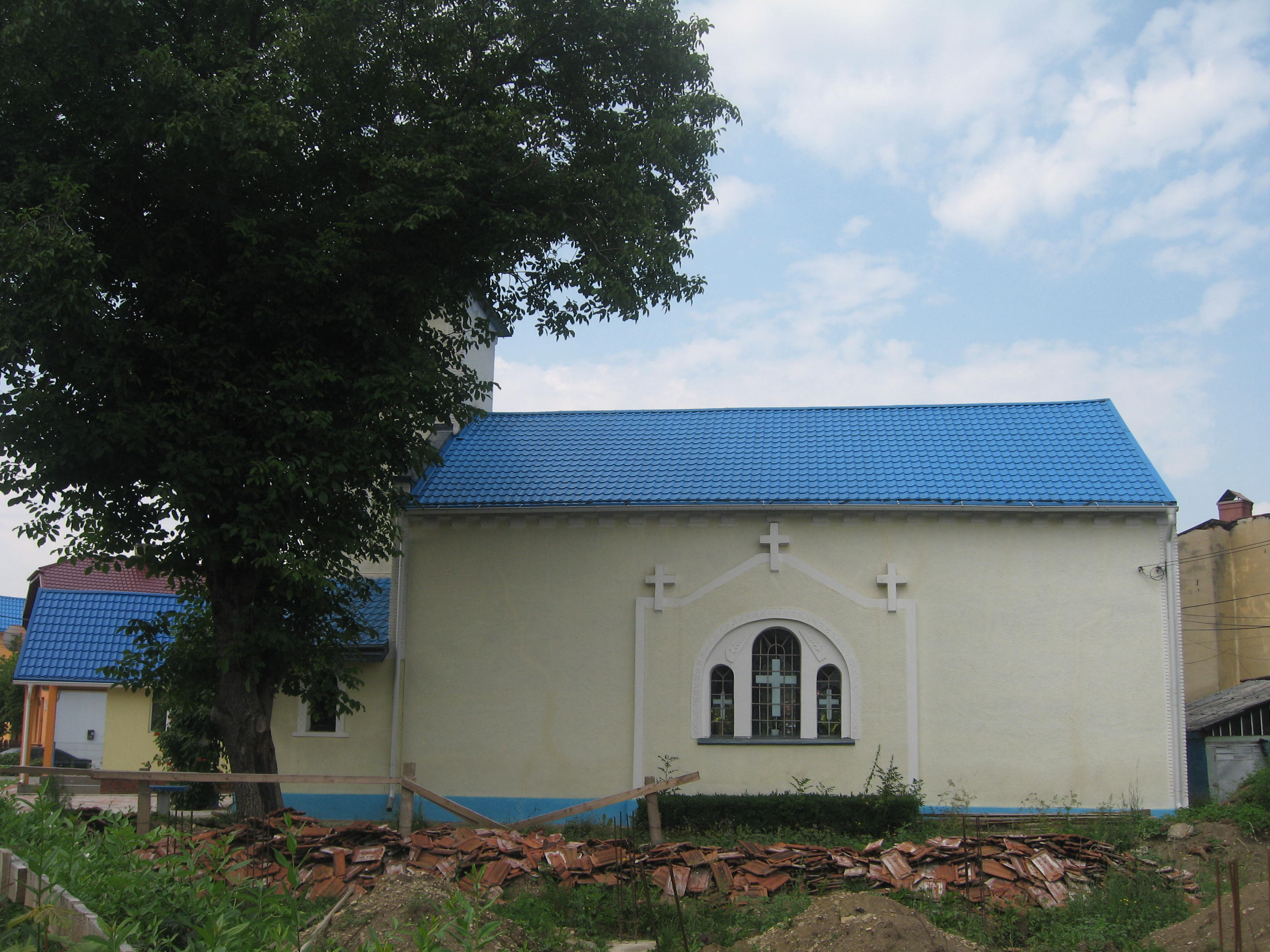
Vedere laterală
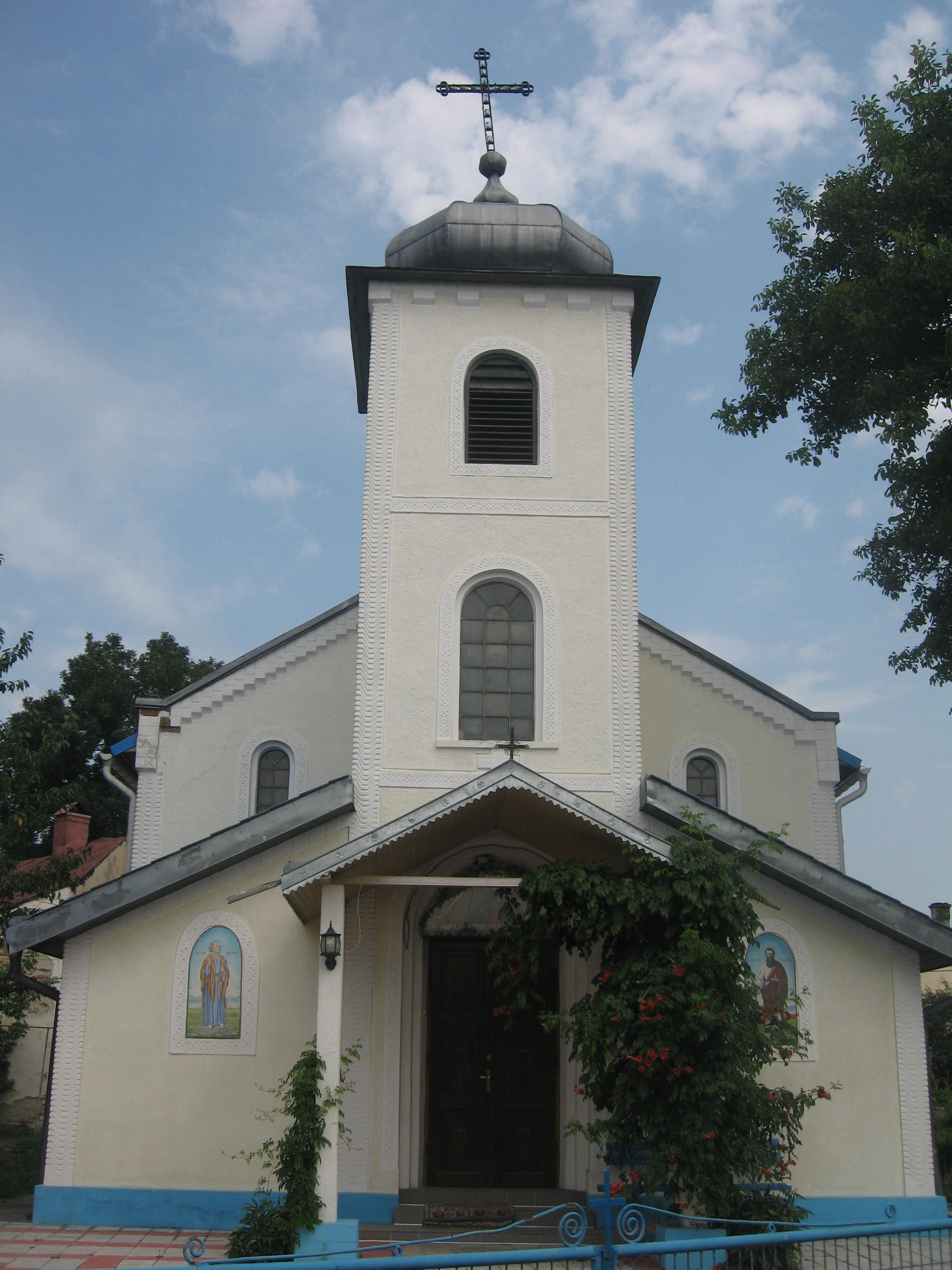
Vedere din faţă
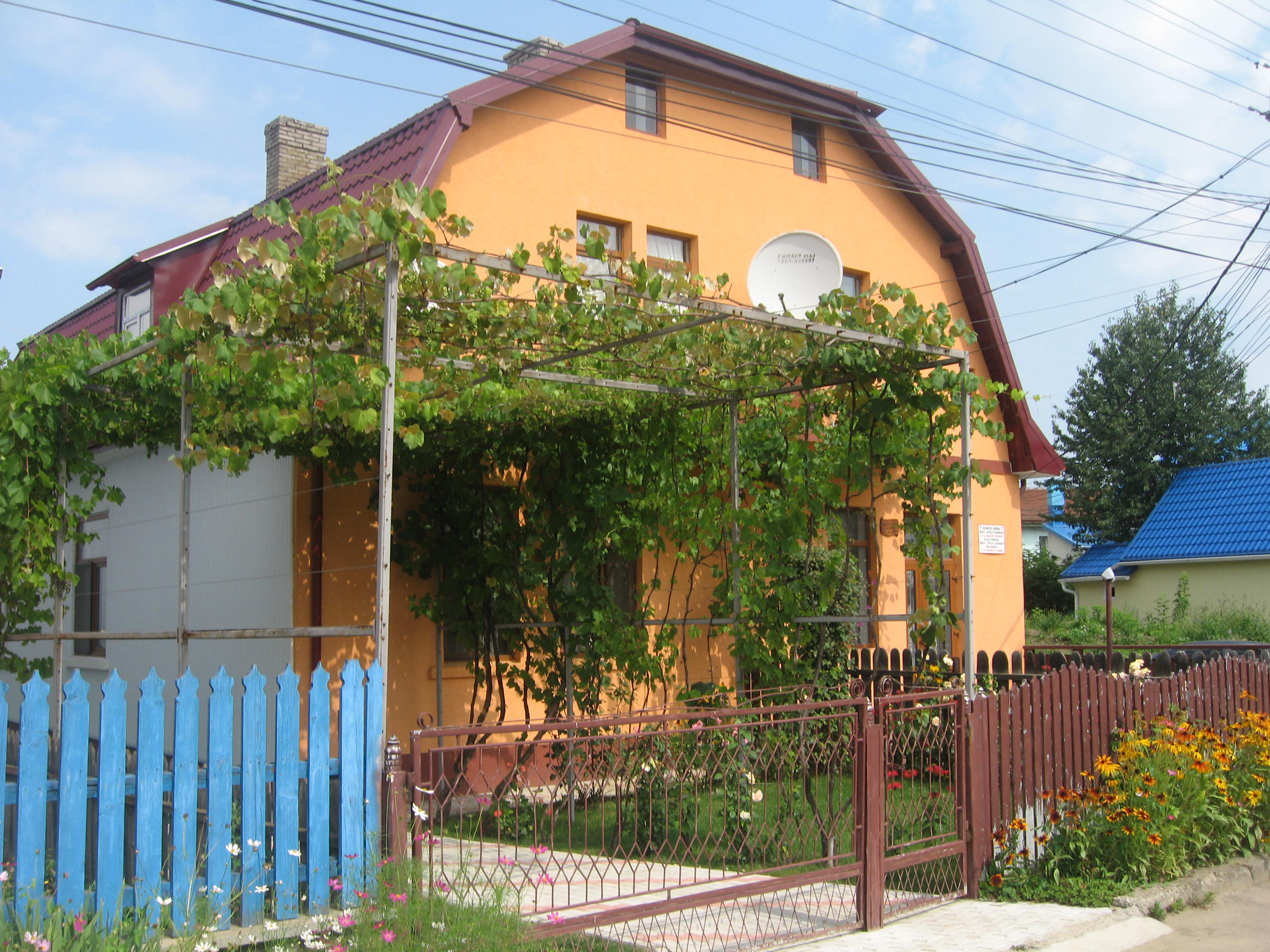
Casa parohială, sediu al Vicariatului greco-catolic ucrainean
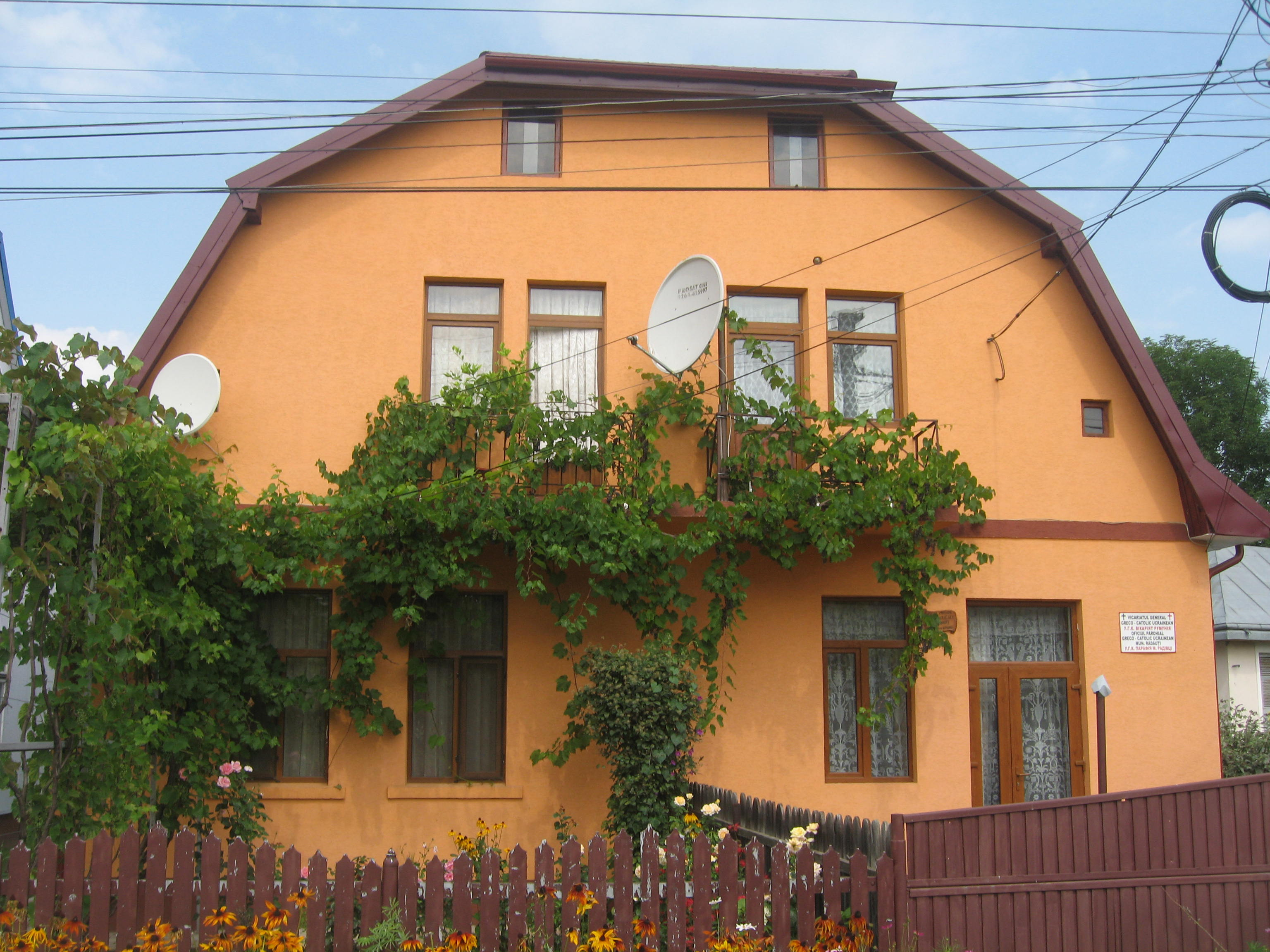
Casa parohială, sediu al Vicariatului greco-catolic ucrainean